# Larinopoda spuma
Larinopoda spuma är en fjärilsart som beskrevs av Druce 1910. Larinopoda spuma ingår i släktet Larinopoda och familjen juvelvingar. Inga underarter finns listade i Catalogue of Life.

## Bildgalleri

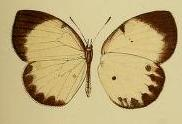